# オリエンタルブルー 青の天外
『オリエンタルブルー 青の天外』（オリエンタルブルー あおのてんがい）は2003年10月24日に任天堂より発売されたゲームボーイアドバンス用ロールプレイングゲーム。天外魔境の外伝的な作品に当たる。

## 概要
天外魔境シリーズの作品ではあるが、シリーズ作品とは異なり、「青の大地」という日本、中国、モンゴル、チベット、東南アジアもモデルにした東アジアに似た世界を舞台としている。フリーシナリオシステムを採用している。
元々は3つのバージョンに分けてストーリーを展開しており、本作の続編として「赤の天外」が発売される予定だった。しかし、結局は発売中止となっており、本作で登場した伏線は謎のままとなっている。

### 種族
人間以外にも多くの種族が共存している。それぞれの種族は外見や性質に特徴がある。
人間
主人公などが属する種族。この世界の支配者で多数派。
トルク人
ネズミのような姿をしており、青の大地では主に商業や工業に従事している。
鬼族
角の生えた種族。人間に酷使されたり、人里離れた村でひっそりと暮らしている。
トカゲ人
トカゲのような姿をしている種族で、おもに熱帯地域に生息している。
ノンマルトの民
人間と魚の両方の特徴をもつ姿をしており、その王家は代々地上から妻を迎える慣わしがある。
一つ目人
青の目をした青の一族と、赤の目をした赤の一族がいる。そのほとんどが僧侶で、多くがバーラトで修行をしている。また歴代天帝も、バーラト僧の中から選ばれる。

## ストーリー
青の大地、そこは様々な種族の住む豊かな世界であった。しかし帝都・大都では世界の統治者である天帝の死後、新たな後継者の定まらぬままであった。天帝の死後「大都がマ界に沈む」という噂が経ち始め、各地では魔物が表れだすという現象が発生し始めた。そんな中、主人公は古文書を手に立ち上がる。

## 登場人物

### 仲間
テンラン（天藍、男）、アオイ（葵、女）
本作の主人公。名前は自由変更可能。青の一族の末裔でもある。性別により能力や習得できる技が異なってくる。主人公が倒されるとパーティは全滅となり、ベッドに運ばれる。
また、開始時のシナリオが男女でそれぞれ2パターン用意されている。
レン先生（恋先生）
クーロンに住む科学者で、薬学、考古学、果てはロボット開発まで行う。主人公に対しては男女問わず「クン」付けで話す。古代文字を解読できる人物で、青の城の復活に大きく関わるので、ゲームを進めていく上では必要不可欠な人物。父親はクーロンをつくった博士。あるシーンで一度だけ眼鏡を外すことがあり、その姿は美形である。村長の依頼を受けた主人公のお願いでシビトの研究を行うが、後にワンが創生した実験体である事が判明し、奪還される。
キャラクター性能としては、知力が高く物理攻撃力が低い魔法使い的ポジション。
天下丸
鬼族の少年。主人公の事を子分と呼ぶ。物語のすすめ方によっては一時敵になったり、死亡したりする。モウケン将軍から「鬼のツノ」を取り戻そうと、大都を仲間の子鬼と襲撃する。
序盤は攻撃の命中率が低いという欠点を持つが、シナリオの中盤で覚醒し、真の力を開放する。
物理攻撃力に優れるパワーアタッカー。覚醒するまでは使用できる秘術が少ないが、覚醒した後は物理攻撃性能を高める秘術を多数覚える。
ガラシャ
巨大な鐘をもった大男。かつてはガラの国の僧兵として活躍していたが、ロータス国王に追放され、今はワットアルンの仲間のために、世界各地で傭兵として働いている。またかつて婚約者がいたらしい。傭兵なので、お金を払って雇うことになり、ある一定の期間が来ると仲間から外れる。とあるイベント以降主人公たちと信頼関係が生まれ、1Gからでも雇えるようになる。
物理攻撃力の高いパワーアタッカーで、数ターン耐えることで強力な効果をもたらす秘術を使える。
ジュウベエ（十兵衛）
昔は天帝に仕えていた忍者で、いまはニンジャの里でくらしている。おぼろ式部とは因縁があるそうだ。ヤミの右近を仲間にした場合、ジュウベエを仲間にすることはできない。
ヤミの右近
「妖刀カゲ丸」を携える謎の女剣士。「妖刀カゲ丸」は装備品から外すことが出来ず、彼女に合わせて成長していく。ジュウベエを仲間にした場合、ヤミの右近は仲間にならない。
対になっているジュウベエと同じく、おぼろ式部と因縁がある。
わかな姫
天帝のお付きとして水月が連れてきた少女。天帝と水月との確執が起こりはじめたのもわかな姫が行方不明になってから。
とある理由で、戦闘不能以外のバッドステータスにかからない。
知力が高い魔法使い系のキャラクター。
ジャッジ
ニライカナイで神官をしているトカゲ人。暴れん坊で、出会ってすぐに主人公たちに襲いかかってくる。
「青の鍵束」と呼ばれる特殊な宝箱を開けるための鍵を所持している。そのため、とあるイベントではその命を狙われてしまう。
ブーメラン系の武器を装備するためか、「武器を装備した攻撃が全体攻撃になる」という特徴を持つ。
かぐら
水月の弟子で、トキの神殿の巫女をして地の宝玉を守っている。舞を得意とし、槍を身につけることが可能。果心居士を仲間にすると仲間にならない。
物理攻撃と魔法攻撃を両立させた魔法戦士のような性能を持つ。
果心居士
古代から続く純粋な青の一族の生き残りで、かつては水月の師匠であった大賢者。今はカナンの灯台で隠居している。かぐらを仲間にすると仲間にならない。
レン先生同様、古代文字を読むことができる。
対になっているかぐらとは異なり、魔法に比重を置いたキャラクター性能を持つ。また、HPが減り危機的状態になると、秘術の内容が強化される。
ゲド
古代に起こったとされる青の一族と赤の一族の大戦争の際に、兵器として使われた。その圧倒的な破壊力ゆえに「マオウ」と仇名された。
人造兵器であるためかレベルアップではほとんど成長しないが、各地に散らばる遺跡を訪れることによって性能を強化したり、特殊な装備を付けることができる。
圧倒的な物理攻撃性能を持つパワーアタッカーで、仲間を守ることも得意。
水月
天帝に仕えていた陰陽師で、今はマ法院静に仕えている。かつては天帝とは良い仲であったが、天帝の死後は周囲の人から不思議に思われながらもマ法院に仕えている。

### マ界の者
マ法院静
天帝亡きあと、大都を治めている人物。大都のマ界化をすすめている。しずかという名前であるが男性である。
リクドウ王子（六道王子）
マ法院静の部下の大男で、各地を浮遊している。大声をあげることはできるが、会話はできない。ストーリー上、倒さなくてもよい。
スナヨミ（砂夜見）
水月の邸宅で暮らしていて、砂占いを行う先世見師。占いはよくあたると評判だが、占ってもらうには貢物がいる。
マ法院を強く慕っており、マ法院に常に付き添っている水月を快く思っていない。
おぼろ式部
天帝の側室であったが、天帝暗殺を企てたとして亡霊の塔に幽閉され、死後怨霊となる。
天帝とそれに連なる者を激しく憎んでおり、怨霊であるおぼろ式部を滅ぼせるのは「名刀じゅず丸」のみであるとされる。
百鬼中将
鬼の姿をした巨大な剣士で、より強い力を求めるためにバーラトのマオウ像を奪い、天下丸の仲間を皆殺しにして鬼のツノを奪った。
後にマ法院の命でマ界城を指揮して、青の城に戦いを挑んだ。
ワン・イーワン（王一万）
シビト(死人)の研究をしている悪の研究家。自称「暗黒の科学者ワン」。生きた人間をシビトにする研究を行っており、大都やクンミン村にシビトを放ち人々を混乱させた。
最終的にはこの研究で自らの身体を不死身にするのを目的としている。
レンにシビトを奪われたことで彼女の前に現れ、シビトの研究をしてくれた事に感謝を述べていた。
コクヨウ仮面（黒曜仮面）
顔の半分が黒曜の仮面で覆われている男で、空間を操ることができる。マ法院の命で平安宮を占拠してわかな姫の行方を追っている。
千日洞窟で封印されているコハクの兄であり、コハクを解放するためにマ法院に従っている。
コハク
美しさを求めるあまり、1000人もの若い娘を襲ったと言われている鬼女。今は千日洞窟の奥の水晶に封印されている。コクヨウ仮面の妹。
カーラ
巨大な蜘蛛や百足等の魔物を召喚する妖女。様々な魔物を引き連れてガラ国のガルダ王宮を襲った。
人の優しさや愛情を見下しており、ガラシャの最愛の人･マーヤに化けて、ガラシャの心を弄んだ。
メディックス
各地を旅する詩人で、事件がおこる所に毎回あらわれる。
マ法院の部下であるが、その正体は青の一族に滅ぼされた赤の一族の一人である。青の一族と青の一族が育んだ世界に復讐するために、マ法院を利用して赤の一族の兵器である「テツジン」を復活させる。

### その他登場人物
ロクスケ
飲んだくれの中年の男性。ギオン寺に住んでおり、ギャンブルに明け暮れている。しかしそれが本人の命を救うことになる。
ケンちゃん
ヤマトでお茶屋をしている。腕は一流だが、商売が苦手らしく、店は繁盛していない。
つねつぐ
イカルガに住んでいる刀職人。刀が妖刀になることをひどく恐れている。一人息子がいたようだ。
ロータス国王
ガルダ神に対する信仰が篤い国王。その信仰心ゆえにガルダ神への唯一信仰を強行し、バロン神を信仰している国民を弾圧してワットアルンへ追放した。
ビタ
ガラシャに代わり、ワットアルンの人々の心の支えになっている少女。
ハンゾウ
イガに住む忍者の頭領。ジュウベエから尊敬されている。
ニンジャマスター
ジュウベイを仲間にしないときにのみ登場する。彼がジュウベエ本人かは不明である。
バライル王
十歳にして即位したカラホト王。
エチナ
幼少のバライル王を支える老人の摂政。
モーリ
カムイ村の少女。海辺で海の王子が迎えにくることを信じている。
テラ
ノルマントの王子。母親は人間。
リレイ
クンミン村に祭られているかつての英雄。
モウケン将軍
ロクハラを治める将軍。将軍ではあるが千人祈願に呼ばれなかったり、天下丸の襲撃にうろたえたりと将軍とは名ばかり。また領内で経営している「モウケン将軍の店」では法外な値段の商品が売られている。
天帝
かつて青の大地を治めていた人物。一つ目人であり、もとはバーラト僧。

### ならくの魔物
ならくに出現したり、カーラが連れてきたりする魔物。
せんりつのマダラ
巨大なクモのような姿をした魔物。
むげんのタナトス
巨大なムカデのような姿をした魔物。
ちていのドーマ
口を二つ持つ筒状の巨大な魔物。
はかいのヴァイス
ハエのような姿をした巨大な魔物。
やみやのデーヴァ
青い蝶のような巨大な魔物。
ならくのアビス
唯一カーラが召喚しない魔物。

### ガラの神々
ガルダ神
羽のはえた獣の姿をしている。ガラ国ではガルダ神への唯一信仰が国王によって進められている。
バロン神
スフィンクスのような姿をしている。ガルダ神への唯一信仰のために排斥されつつある。

## 大都
世界の都であり、帝都でもある。
天帝宮
天帝の居城。千人祈願などが行われる。
カツラ（桂）
公家たちの街。水月の家もここにある。
タイキョク（太極）
商人の街。様々な店が並ぶ。
ロクハラ（六波羅）
モウケン将軍がおさめる農業主体の街。
ギオン寺（祇園寺）
大都での死者を祀っている街。僧侶や尼などが多く住む。

## 古代文字
このゲームに登場する古代文字は、アルファベットを別の文字に変えたものなので、法則性さえ見抜けば解読可能。ただしゲームのストーリー上、古代文字を解読可能な仲間が必要不可欠。